# 本頓視覺保留測試
本頓視覺保留測試（英語： 縮寫： BVRT）是一項針對8歲至成年期的測量視覺和視覺記憶的單獨測試，同時它也可以用來幫助識別由於其他疾病而可能影響個體記憶的學習障礙。被試（被測試的個體）將會看到10個圖案（一次一個），並且需要從記憶中盡可能精確地在每張普通的空白紙上重現每一個圖案。該測試不計時，最後由專業人員通過畫在紙張的形式、形狀、圖案和排列進行評分。

## 發展歷程
亞瑟萊斯特本頓是一位心理學家，他在聖地亞哥海軍醫院服役期間與神經病學家莫里斯班德一起工作。他在治療遭受創傷性腦損傷軍人的經驗促使他發明了本頓視覺保留測試。本頓博士發明此測試是為了對即時非語言記憶提供更短用時的評估，以補充流行的數字廣度測試，並選擇了能夠降低情緒影響和被試主觀影響的形式。1946年，該測試正式發布。目前已經更新到了第5版。

## 測試

### 測試方法

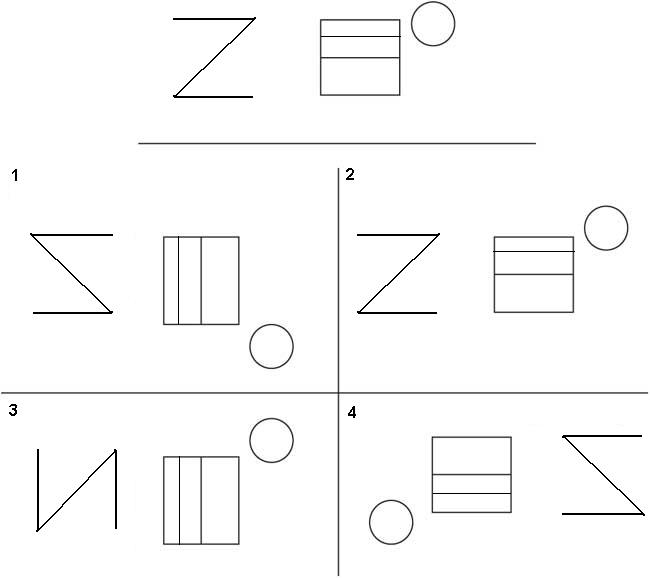
本頓測試的方法M中使用的樣本圖案。原始圖案顯示在頂部，10秒後消失，再顯示四個圖案選項，要求被試選擇與原始設計最匹配的圖案。

本頓視覺保留測試用於測量被試的視覺和記憶能力，由包含10張圖案（每張8.5×5.5英寸，即21.59×13.97厘米）的3套及以上表格和一組用於重複測試的替代圖案組成。受試者將得到一本有10張空白頁的小冊子，供他們再現圖案。這些圖案用於評估被試的視覺和記憶，並且可以通過五種不同的方式進行。這五種方法如下：
| 方法類型 | 內容                                                       |
| -------- | ---------------------------------------------------------- |
| A        | 受試者在再現每個圖案之前可觀察10秒鐘                       |
| B        | 受試者在再現每個圖案之前可觀察5秒鐘                        |
| C        | 受試者可不限時地觀看每個圖案同時進行直接抄畫               |
| D        | 受試者觀看每個圖案10秒鐘，然後等待15秒後才再現它們         |
| M        | 受試者觀看每個圖案10秒鐘，然後從四個顯示屏中選擇正確的圖案 |

除了版本C以外的所有版本，原始圖案在再現開始時都是不可見的。

### 測試評分
該測試可以通過兩種方式進行評分。一是正確得分，這是基於全有或全無方法計算的; 如果圖案的複製品與原件相符，則有得分。而另一種是錯誤分數，是根據每個圖案所產生的錯誤的數量和類型來計算的。這些錯誤的主要類型有遺漏、扭曲、固執、旋轉、錯位和大小錯誤等，然後將這些分數與手冊中提供的規範性數據進行比較，每組數據代表不同的人口統計學特徵，然後得出結論。兩種不同的評分方法可以對個人測試進行定量和定性分析。

## 用途
本頓測試對多種腦損傷和疾病很敏感，但通過測試很難診斷特定疾病。事實上，由測試手冊知，不應將大量單一類型的錯誤用作診斷依據，但應該用於進一步的測試。例如，大量的持續言語表明額葉損傷，而次要圖案的遺漏則表明潛在的腦損傷，大機率是右頂葉的損傷。整體表現似乎不能區分那些單側左半球或右半球的損傷。儘管如此，測試者已經證明能夠通過對測試結果的分析來區分感知、記憶和運動障礙。癡呆症，腦部病變，丘腦中風和阿爾茨海默病也包括在內，這些病已被證明會大大降低被試的BVRT評分。該測試的重現和記憶版本對癡呆症特別敏感，並可能有助於識別將來可能患上阿爾茨海默氏症的人。此外，通過本頓測試還可以識別兒童的學習障礙。1983年，本頓測試被納入神經行為核心組合（NCTB），以測試化學品對神經系統的影響，後來用於評估工作場所的化學品暴露。從其在NCTB中的應用來看，本頓測試可顯示出對各種化學品暴露的敏感性，包括汞暴露，鉛暴露和農藥暴露。

## 心理測量學特性
根據本頓測試手冊所說，本頓測試的重測試可靠性為0.85，替代測試可靠性為0.79到0.84。即時和延遲記憶回憶（施用類型分別為A和D）之間的相關性範圍為0.40到0.83，該大小取決於所用測試方法的組合。手冊中記錄了兒童、青少年和成人的標準化結果，但每種方法都有自己的標準化數據。需要注意的是，測試中的總誤差會隨著被试年齡的增長而增加，尤其是當被試的年齡超過70歲其總誤差將很大。

## 批評及其可靠性
該試驗對被試智商的要求較高，而這在被試注意力不集中時可能很難達到。 此外，研究中重新測試的可行性的研究數據顯示出相互矛盾的結果：一些研究表明，經過一段時間後再次測試，得分沒有差異，而其他研究則表明存在差異。
儘管有這些問題，本頓測試與其他視覺記憶測試相比仍然具有幾個優勢。這些優勢包括：比其他測試更清晰的評分系統，因存在多個表單集而具有並行形式的可靠性，以及較短的測試時間。 因此，BVRT目前仍廣泛用於診斷大量臨床病症。